# Úherce (district de Plzeň-Nord)
Pour les articles homonymes, voir Úherce.
Úherce (en allemand : Auherzen) est une commune du district de Plzeň-Nord, dans la région de Plzeň, en République tchèque. Sa population s'élevait à 384 habitants en 2022.

## Géographie
Úherce se trouve à 13 km à l'ouest-sud-ouest du centre de Plzeň et à 98 km à l'ouest-sud-ouest de Prague.
La commune est limitée par Nýřany au nord, par Líně à l'est, par Zbůch au sud, et par Chotěšov et Přehýšov à l'ouest.

## Histoire
La première mention écrite du village date de 1213.

## Galerie

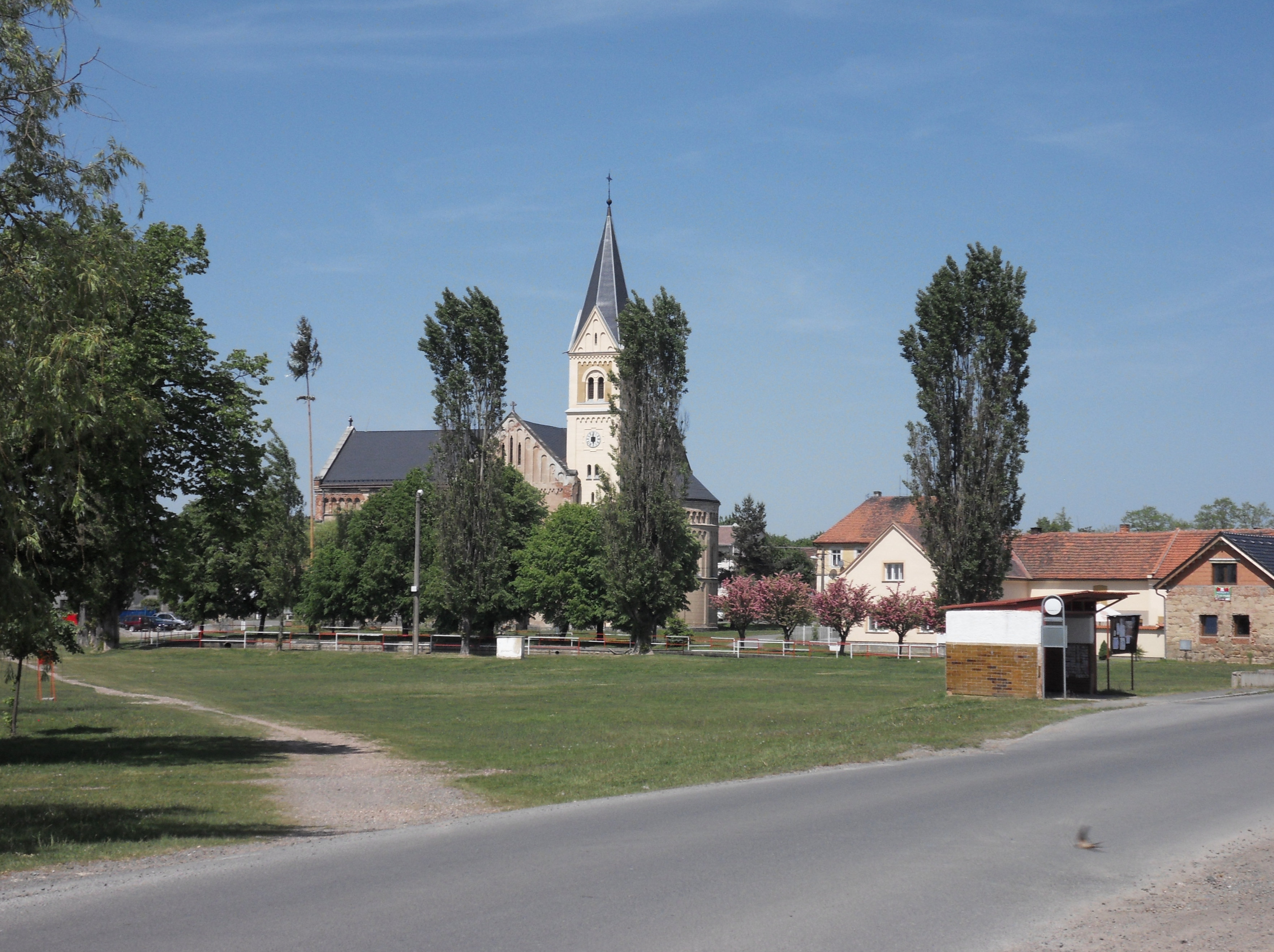
Centre d'Úherce.
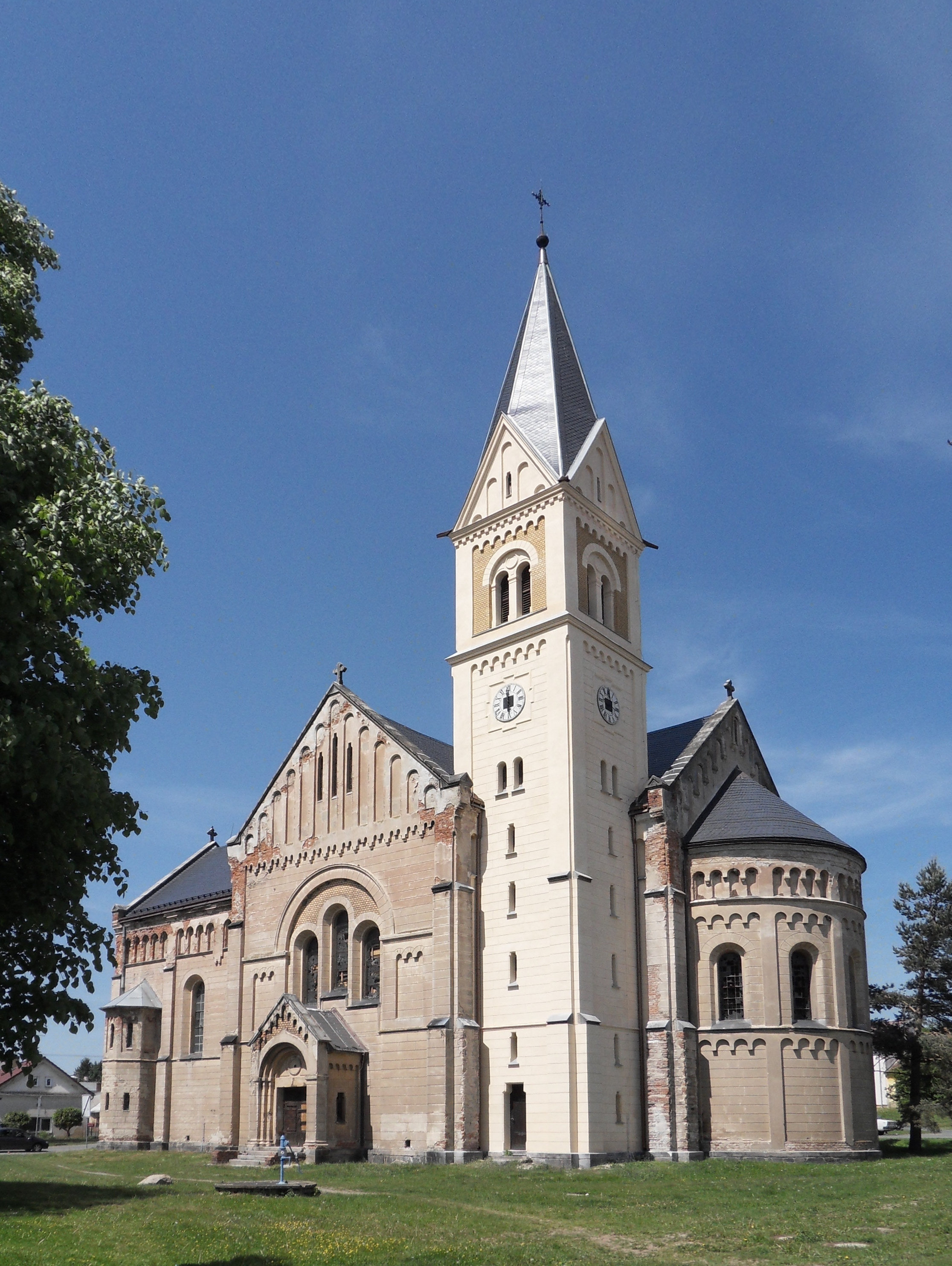
Église Saint-Joseph.

## Patrimoine
- Église Saint-Joseph : église néo-romane datant de 1901.

## Transports
Par la route, Úherce se trouve à 2 km du centre de Nýřany, à 15 km de Plzeň et à 111 km de Prague.
L'autoroute D5, qui relie Prague à la frontière allemande par Plzeň, traverse le territoire de la commune ( ZE Nýřany).